# 丘北県
丘北県（きゅうほく-けん）は、中華人民共和国雲南省文山チワン族ミャオ族自治州に位置する県。

## 行政区画
下部に3鎮、4郷、5民族郷を管轄する
- 鎮
  - 錦屏鎮、曰者鎮、双竜営鎮
- 郷
  - 天星郷、平寨郷、官寨郷、温瀏郷
- 民族郷
  - 八道哨イ族郷、樹皮イ族郷、膩脚イ族郷、新店イ族郷、捨得イ族郷

## 交通

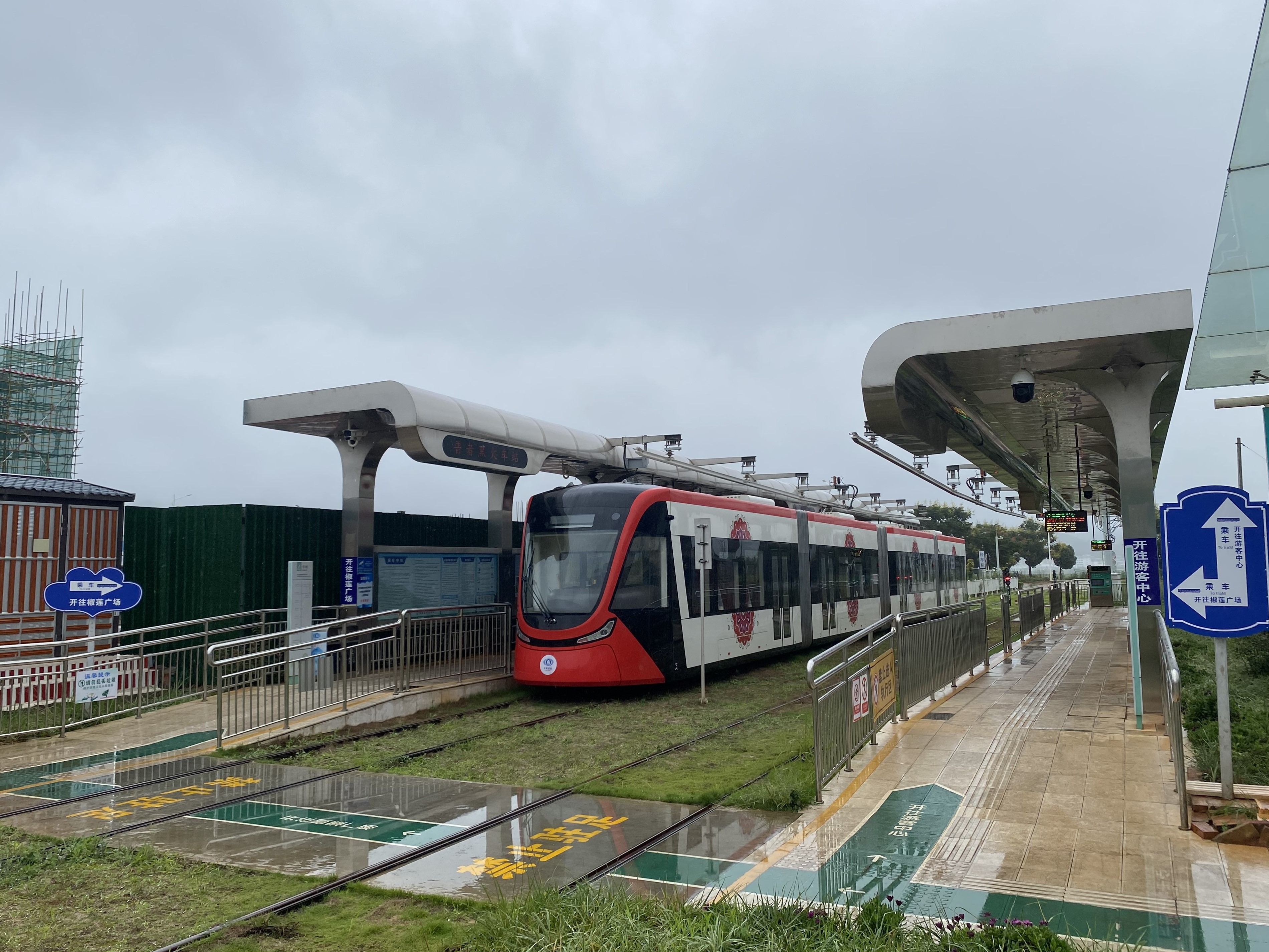
文山有軌電車の車両

### 鉄道
- 中国国家鉄路集団
  - 南昆旅客専用線
（昆明方面）- 膩革竜駅 - 普者黒駅 -（南寧方面）
- 文山有軌電車（中国語版）